# Чемпионат Азии по волейболу среди женщин 2005
13-й чемпионат Азии по волейболу среди женщин прошёл с 1 по 8 сентября 2005 года в Тайцане (Китай) с участием 12 национальных сборных команд. Чемпионский титул в 11-й раз в своей истории и в 10-й раз подряд выиграла сборная Китая.

## Команды-участницы
Австралия, Вьетнам, Гонконг, Индия, Казахстан, Китай, КНДР, Таиланд, Тайвань, Филиппины, Южная Корея, Япония.

## Система проведения чемпионата
12 команд-участниц на предварительном этапе разбиты на две группы. 8 команд (по четыре лучшие из каждой группы) выходят в четвертьфинал плей-офф и далее по системе с выбыванием определяют итоговую расстановку мест.
Команды, занявшие в группах предварительного этапа 5—6-е места, также по системе плей-офф разыгрываю итоговые 9—12-е места.

## Предварительный этап

### Группа А
| М | Команда   | 1   | 2   | 3   | 4   | 5   | 6   | И | В | П | С/П  | О  |
| - | --------- | --- | --- | --- | --- | --- | --- | - | - | - | ---- | -- |
| 1 | Китай     |     | 3:0 | 3:0 | 3:0 | 3:0 | 3:0 | 5 | 5 | 0 | 15:0 | 10 |
| 2 | Казахстан | 0:3 |     | 3:0 | 3:2 | 3:1 | 3:0 | 5 | 4 | 1 | 12:6 | 9  |
| 3 | Таиланд   | 0:3 | 0:3 |     | 3:1 | 3:0 | 3:0 | 5 | 3 | 2 | 9:7  | 8  |
| 4 | КНДР      | 0:3 | 2:3 | 1:3 |     | 3:0 | 3:0 | 5 | 2 | 3 | 9:9  | 7  |
| 5 | Филиппины | 0:3 | 1:3 | 0:3 | 0:3 |     | 3:0 | 5 | 1 | 4 | 4:12 | 6  |
| 6 | Гонконг   | 0:3 | 0:3 | 0:3 | 0:3 | 0:3 |     | 5 | 0 | 5 | 0:15 | 5  |

1 сентября: Казахстан — Таиланд 3:0 (25:17, 25:16, 29:27); Китай — КНДР 3:0 (27:25, 25:16, 25:14); Филиппины — Гонконг 3:0 (25:21, 25:13, 25:22).
2 сентября: КНДР — Филиппины 3:0 (25:17, 25:12, 25:13); Китай — Таиланд 3:0 (25:16, 25:10, 25:17); Казахстан — Гонконг 3:0 (25:11, 25:12, 25:17).
3 сентября: Таиланд — КНДР 3:1 (25:15, 25:15, 23:25, 32:30); Казахстан — Филиппины 3:1 (25:11, 25:11, 22:25, 25:12); Китай — Гонконг 3:0 (25:12, 25:9, 25:8).
4 сентября: Казахстан — КНДР 3:2 (25:22, 25:20, 20:25, 22:25, 15:13); Китай — Филиппины 3:0 (25:10, 25:16, 25:13); Таиланд — Гонконг 3:0 (25:6, 25:9, 25:15).
5 сентября: Таиланд — Филиппины 3:0 (25:14, 25:16, 25:17); КНДР — Гонконг 3:0 (25:5, 25:10, 25:14); Китай — Казахстан 3:0 (25:20, 25:12, 25:18).

### Группа В
| М | Команда     | 1   | 2   | 3   | 4   | 5   | 6   | И | В | П | С/П  | О  |
| - | ----------- | --- | --- | --- | --- | --- | --- | - | - | - | ---- | -- |
| 1 | Япония      |     | 3:1 | 3:0 | 3:0 | 3:0 | 3:0 | 5 | 5 | 0 | 15:1 | 10 |
| 2 | Южная Корея | 1:3 |     | 3:0 | 3:0 | 3:0 | 3:0 | 5 | 4 | 1 | 13:3 | 9  |
| 3 | Тайвань     | 0:3 | 0:3 |     | 3:1 | 3:0 | 3:0 | 5 | 3 | 2 | 9:7  | 8  |
| 4 | Вьетнам     | 0:3 | 0:3 | 1:3 |     | 3:0 | 3:0 | 5 | 2 | 3 | 7:9  | 7  |
| 5 | Австралия   | 0:3 | 0:3 | 0:3 | 0:3 |     | 3:1 | 5 | 1 | 4 | 3:13 | 6  |
| 6 | Индия       | 0:3 | 0:3 | 0:3 | 0:3 | 1:3 |     | 5 | 0 | 5 | 1:15 | 5  |

1 сентября: Япония — Вьетнам 3:0 (25:17, 25:17, 25:21); Тайвань — Австралия 3:0 (25:9, 25:9, 25:20); Южная Корея — Индия 3:0 (25:16, 25:21, 25:16).
2 сентября: Вьетнам — Индия 3:0 (25:20, 25:21, 25:16); Южная Корея — Австралия 3:0 (25:21, 25:18, 25:18); Япония — Тайвань 3:0 (25:22, 25:23, 25:17).
3 сентября: Тайвань — Индия 3:0 (25:18, 25:22, 25:20); Япония — Австралия 3:0 (25:13, 25:16, 25:15); Южная Корея — Вьетнам 3:0 (25:21, 25:19, 25:18).
4 сентября: Южная Корея — Тайвань 3:0 (25:22, 25:23, 25:23); Вьетнам — Австралия 3:0 (25:22, 25:15, 25:17); Япония — Индия 3:0 (25:5, 25:19, 25:12).
5 сентября: Тайвань — Вьетнам 3:1 (25:21, 22:25, 25:15, 26:24); Австралия — Индия 3:1 (25:19, 23:25, 27:25, 26:24); Япония — Южная Корея 3:1 (17:25, 25:17, 25:19, 25:22).

## Плей-офф

### Четвертьфинал
6 сентября
Китай — Вьетнам 3:0 (25:20, 25:11, 25:18)
Япония — КНДР 3:0 (25:20, 25:13, 25:14)
Казахстан — Тайвань 3:1 (26:24, 25:23, 23:25, 26:24)
Южная Корея — Таиланд 3:2 (22:25, 24:26, 25:22, 25:22, 16:14)

### Полуфинал за 1—4 места
7 сентября
Китай — Южная Корея 3:0 (25:18, 25:19, 25:13)
Казахстан — Япония 3:2 (21:25, 27:25, 22:25, 25:23, 15:12)

### Полуфинал за 5—8 места
7 сентября
Таиланд — Вьетнам 3:0 (25:16, 25:19, 25:18)
Тайвань — КНДР 3:1 (25:15, 25:15, 22:25, 25:15)

### Полуфинал за 9—12 места
6 сентября
Филиппины — Индия 3:1 (25:21, 18:25, 25:17, 25:18)
Австралия — Гонконг 3:1 (25:17, 24:26, 25:17, 25:15)

### Матч за 11-е место
7 сентября
Индия — Гонконг 3:1 (23:25, 25:16, 25:23, 25:10)

### Матч за 9-е место
7 сентября
Филиппины — Австралия 3:0 (25:23, 25:18, 25:18)

### Матч за 7-е место
8 сентября
КНДР — Вьетнам 3:0 (25:17, 25:20, 25:16)

### Матч за 5-е место
8 сентября
Тайвань — Таиланд 3:0 (25:22, 25:23, 25:12)

### Матч за 3-е место
8 сентября
Япония — Южная Корея 3:0 (25:16, 25:19, 25:18)

### Финал
8 сентября
Китай — Казахстан 3:0 (25:18, 25:16, 25:17)

## Итоги

### Положение команд
| Китай          | 7. КНДР       |
| Казахстан      | 8. Вьетнам    |
| Япония         | 9. Филиппины  |
| 4. Южная Корея | 10. Австралия |
| 5. Тайвань     | 11. Индия     |
| 6. Таиланд     | 12. Гонконг   |

### Призёры
Китай: Ван Имэй, Фэн Кунь, Ян Хао, Лю Яньань, Чу Цзинлин, Чжоу Сухун, Сюэ Мин, Чжао Юнь, Ван Тин, Ма Юньвэнь, Чжан На, Чжан Пин. Главный тренер — Чэнь Чжунхэ.
  Казахстан: Наталья Рыкова, Ольга Карпова, Юлия Куцко, Наседкина Ольга, Коринна Ишимцева, Ксения Илющенко, Елена Эзау, Ольга Грушко, Ирина Зайцева, Елена Павлова, Инна Матвеева, Ксения Имангалиева. Главный тренер — Вячеслав Шапран.
  Япония: Юка Сакураи, Ёсиэ Такэсита, Миюки Такахаси, Каору Сугаяма, Макико Хораи, Аяко Онума, Сатико Сугияма, Мэгуми Итабаси, Аи Отомо, Мики Симада, Тиэ Ёсидзава, Эрика Араки. Главный тренер — Сёити Янагимото.

### Индивидуальные призы
MVP:  Чу Цзинлин
Лучшая нападающая:  Чу Цзинлин
Лучшая блокирующая:  Линь Цзюньи
Лучшая на подаче:  Ампорн Хьяпха
Лучшая в защите:  Чэнь Цзяци
Лучшая связующая:  Фэн Кунь
Лучшая на приёме:  Чжоу Сухун
Самая результативная:  Елена Павлова